# Igreja de Nossa Senhora das Mercês e Perdões
A Igreja Nossa Senhora das Mercês e Perdões de Ouro Preto, também conhecida como Igreja Mercês de Baixo foi edificada entre 1740 e 1772. Passou por reforma em meados do século XX. Construção concluída em 1772. No ano de 1740, já existia no local a Capela do Senhor Bom Jesus dos Perdões.
O Aleijadinho, “recebeu a importância de seis oitavas de ouro por pagamento” do risco da capela-mor. A igreja representa em seu interior, além do altar-mor, o coro, quatro altares laterais e dois púlpitos esculpidos em madeira.

## Galeria

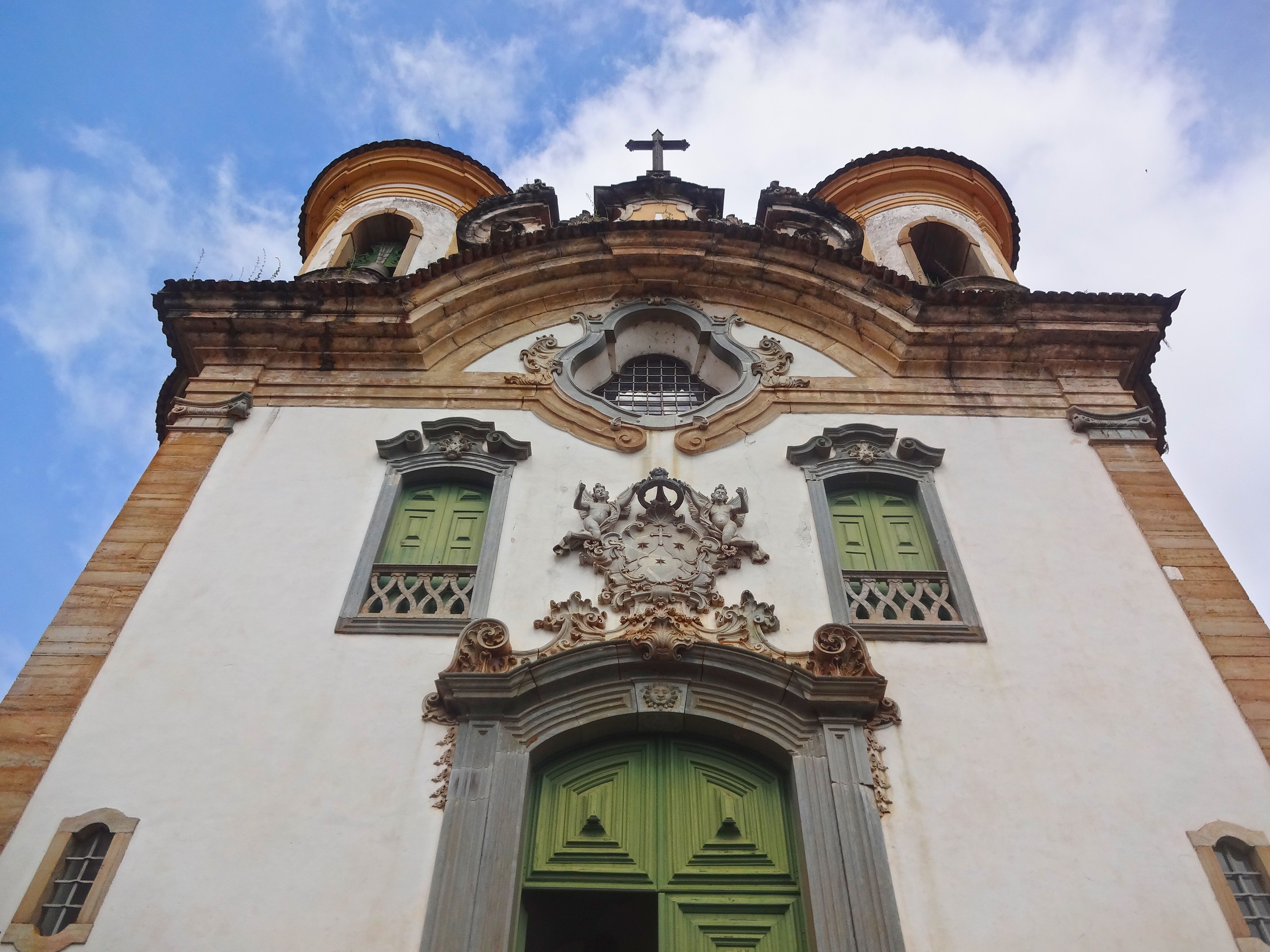
Igreja de Nossa Senhora das Mercês e Perdões.
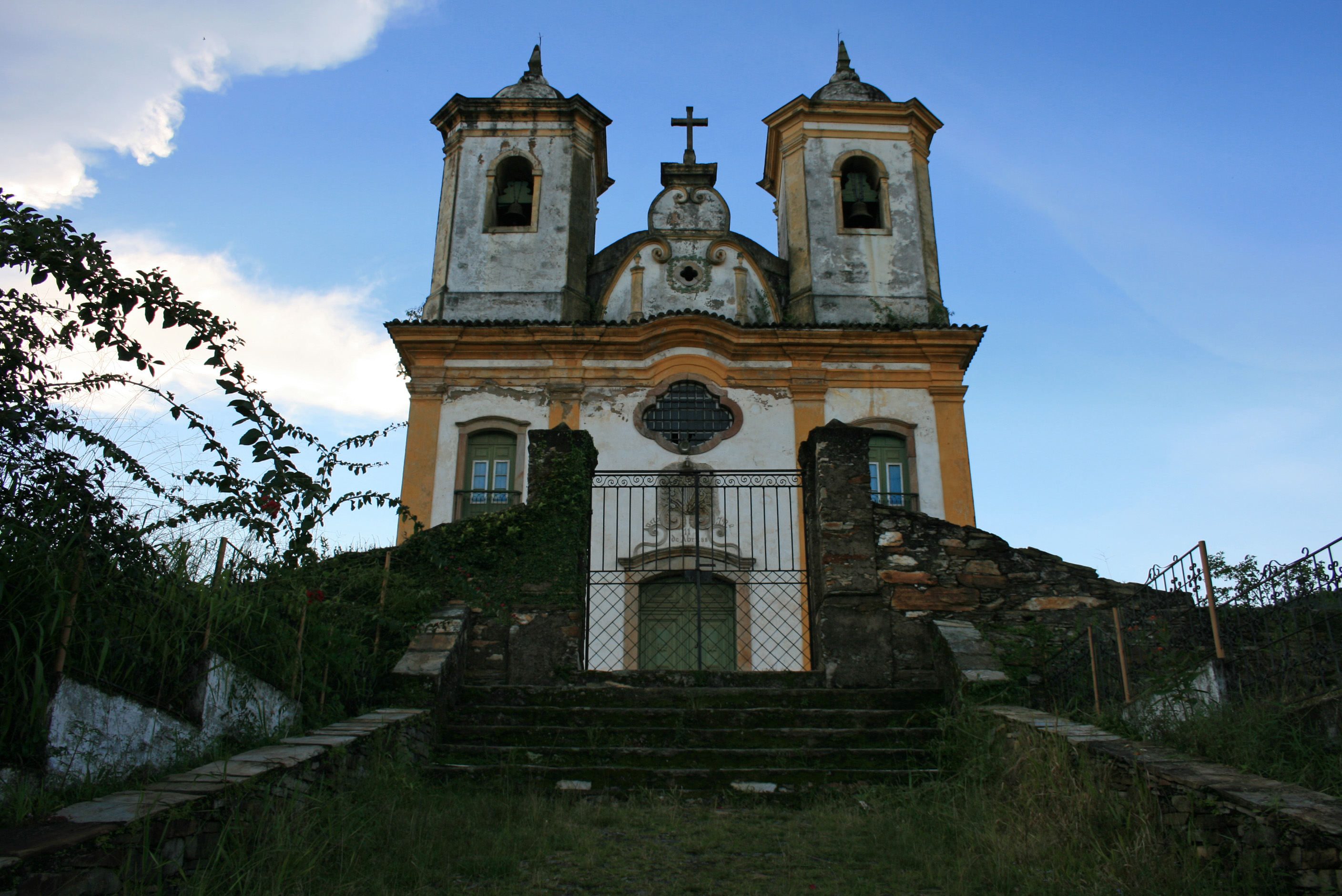
Fachada da Igreja de Nossa Senhora das Mercês e Perdões, de Ouro Preto, também conhecida como Mercês de Baixo.
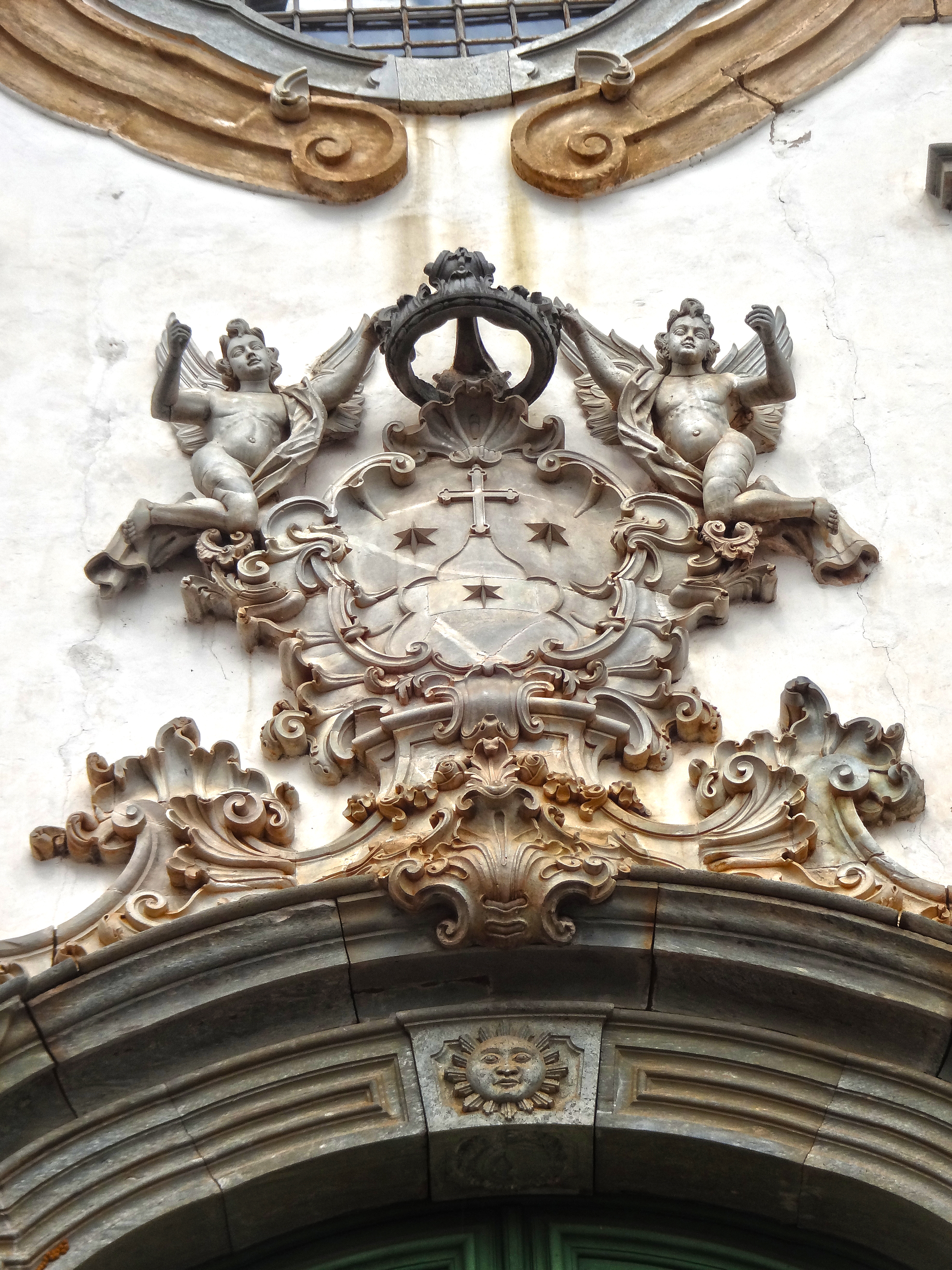
Detalhe esculpido acima da porta da Igreja de Nossa Senhora das Mercês e Perdões - Ouro Preto - MG.